# Petauroidea
Los petauroideos (Petauroidea) son una superfamilia de mamíferos marsupiales oriundas de Australia y Nueva Guinea.

## Taxonomía
Esta superfamilia incluye:
- Familia Pseudocheiridae
  - Subfamilia Hemibelideinae
    - Género Hemibelideus
      - Hemibelideus lemuroides

    - Género Petauroides
      - Petauroides volans

  - Subfamilia Pseudocheirinae
    - Género Petropseudes
      - Petropseudes dahli

    - Género Pseudocheirus
      - Pseudocheirus peregrinus

    - Género Pseudochirulus
      - Pseudochirulus canescens
      - Pseudochirulus caroli
      - Pseudochirulus cinereus
      - Pseudochirulus forbesi
      - Pseudochirulus herbertensis
      - Pseudochirulus larvatus
      - Pseudochirulus mayeri
      - Pseudochirulus schlegeli

  - Subfamilia Pseudochiropinae
    - Género Pseudochirops
      - Pseudochirops albertisii
      - Pseudochirops archeri
      - Pseudochirops corinnae
      - Pseudochirops coronatus
      - Pseudochirops cupreus

- Familia Petauridae
  - Género Dactylopsila
    - Dactylopsila megalura
    - Dactylopsila palpator
    - Dactylopsila tatei
    - Dactylopsila trivirgata

  - Género Gymnobelideus
    - Gymnobelideus leadbeateri

  - Género Petaurus
    - Petaurus abidi
    - Petaurus australis
    - Petaurus biacensis
    - Petaurus breviceps
    - Petaurus gracilis
    - Petaurus norfolcensis

- Familia Tarsipedidae
  - Género Tarsipes
    - Tarsipes rostratus

- Familia Acrobatidae
  - Género Acrobates
    - Acrobates pygmaeus

  - Género Distoechurus
    - Distoechurus pennatus